# Crise énergétique moldave de 2022-2024
La crise énergétique moldave de 2022-2024 est la pire crise énergétique que le pays a dû affronter depuis son indépendance. Elle est fortement influencée par l'invasion russe de l'Ukraine en 2022.

## Histoire
En octobre 2022, l'entreprise publique russe Gazprom a annoncé qu'elle réduirait de 30 % ses livraisons de gaz à la Moldavie, y compris en Transnistrie, un État séparatiste non reconnu soutenu par la Russie et reconnu internationalement comme faisant partie de la Moldavie. Cela a provoqué un lourd déficit de gaz en Transnistrie qui a poussé plusieurs grandes entreprises de la république séparatiste à cesser leurs activités. En outre, les autorités transnistriennes ont annoncé qu'en raison de cette crise du gaz, la centrale électrique de Cuciurgan, qui fournit 70 % des besoins énergétiques de la Moldavie détenue par le gouvernement, réduirait ses livraisons d'électricité à 27 % de la normale.
Début octobre, l'Ukraine a cessé ses exportations d'électricité vers la Moldavie à la suite de la destruction d'une partie du système électrique ukrainien à la suite d'une campagne de bombardement massif des infrastructures civiles et énergétiques ukrainiennes par la Russie. Le 24 octobre, cela a provoqué un déficit d'électricité dans le pays. À la suite de cela, l'entreprise publique roumaine Hidroelectrica a signé un contrat avec l'entreprise publique moldave Energocom pour la livraison d'électricité en Moldavie à des prix considérablement inférieurs au prix du marché au comptant en Roumanie. Pour que cela se produise, des modifications de la législation roumaine étaient nécessaires. On pense que cela a accru le soutien de la société moldave à une éventuelle unification de la Moldavie et de la Roumanie.
En raison de la crise énergétique, des protestations contre le gouvernement pro-européen dirigé par la présidente Maia Sandu ont éclaté en vue d'un rapprochement avec la Russie afin de négocier un meilleur accord énergétique. Pour cette raison, il a été émis l'hypothèse que la Russie utilise la crise énergétique de la Moldavie pour servir ses intérêts géopolitiques et déstabiliser le gouvernement pro-occidental au pouvoir,.
Le 10 novembre, lors d'une visite de la présidente de la Commission européenne Ursula von der Leyen en Moldavie, une enveloppe financière de 250 millions d'euros de l'Union européenne (UE) a été annoncée pour aider la Moldavie à faire face à sa crise énergétique. Parmi ceux-ci, 100 millions seraient des subventions, 100 autres millions seraient des prêts et 50 autres millions seraient destinés à aider les citoyens les plus vulnérables de Moldavie.
À quelques reprises, certaines parties de la Moldavie étaient en panne d'électricité en raison du bombardement russe d'infrastructures critiques de l'Ukraine,,,.
Le 16 février 2023, à la suite de la restructuration du ministère des Infrastructures et du Développement régional lors de la mise en place du cabinet Recean, le ministère de l'Énergie de Moldavie a été créé, avec Victor Parlicov comme ministre de l'Énergie.
Le 16 décembre 2024, la Moldavie décrète l'état d'urgence énergétique pour une durée de 60 jours face aux menaces de la Russie de couper son approvisionnement en gaz dès le 31 décembre.  